# Heidi (pel·lícula de 1937)
Heidi és una pel·lícula estatunidenca dirigida per Allan Dwan el 1937 basada en la novel·la Heidi de Johanna Spyri.

## Argument
Petita òrfena, Heidi és recollida en un petit poble suís pel seu avi, un muntanyenc bast que sucumbeix al seu encant. Però la nena és presa per la seva tia i és confiat a una família on és perseguida per la seva mala majordoma.

## Repartiment
- Shirley Temple: Heidi Kramer
- Jean Hersholt: Adolph Kramer, l'avi
- Arthur Treacher: Andrews
- Helen Westley: Blind Anna
- Thomas Beck: Pastor Schultz
- Mary Nash: Fräulein Rottenmeier
- Sidney Blackmer: Herr Sesemann
- Pauline Moore: Fräulein Elsa
- Mady Christians: Dete
- Marcia Mae Jones: Klara Sesemann
- Delmar Watson: Peter
- Egon Brecher: Inn Keeper
- Christian Rub: Baker
- George Humbert: Organ Grinder